# مولي بلاكبيرن
مولي بلاكبيرن (بالإنجليزية: Molly Blackburn)‏ هي ناشِطة جنوب أفريقية، ولدت في 12 نوفمبر 1930 في بورت إليزابيث في جنوب أفريقيا، وتوفيت في 28 ديسمبر 1985 بسبب حادث مرور.